# Tecuanta
Tecuanta är en ort i Mexiko.   Den ligger i kommunen Tetela de Ocampo och delstaten Puebla, i den sydöstra delen av landet, 150 km öster om huvudstaden Mexico City. Tecuanta ligger 2 404 meter över havet och antalet invånare är 366.
Terrängen runt Tecuanta är bergig åt nordost, men åt sydväst är den kuperad. Tecuanta ligger uppe på en höjd. Runt Tecuanta är det ganska tätbefolkat, med 67 invånare per kvadratkilometer. Närmaste större samhälle är Zacapoaxtla, 17,8 km öster om Tecuanta. I omgivningarna runt Tecuanta växer i huvudsak blandskog.